# Rube Miller
Pour les articles homonymes, voir Miller.
Rube Miller est un acteur et réalisateur américain né en 1886 à Trotwood, Ohio (États-Unis) et décédé en 1927.

## Biographie
Rube Miller avait également été un clown de cirque. Il a intégré la Keystone en 1912, pour y être aussi bien acteur que metteur en scène jusqu'en 1914. Après cela, il est passé à la Kalem Company, Vogue Motion Picture Company, et L-KO Kompany. Il a joué avec Fatty, mais aussi Charlie Chaplin à ses débuts.

## Filmographie partielle

### Comme acteur
- 1913 : Les Policiers du village (Bangville Police) de Henry Lehrman : adjoint en chapeau de paille
- 1913 : Le Jazz de Mabel (That Ragtime Band) de Mack Sennett : l'acrobate
- 1913 : Toplitsky and Company de Henry Lehrman : un client des Bains
- 1913 : La Course infernale (Barney Oldfield's Race for a Life) : un villageois / mécanicien du train
- 1913 : Passions, He Had Three de Henry Lehrman
- 1913 : Peeping Pete de Mack Sennett : un villageois / un policier
- 1913 : Idylle vaseuse (A Muddy Romance) : Policier sur le terrain
- 1914 : La Course au voleur (A Thief Catcher) de Ford Sterling : un policier
- 1914 : A False Beauty : le rival du prétendant
- 1914 : Charlot danseur de Mack Sennett : l'invité bousculé
- 1914 : Charlot entre le bar et l'amour de George Nichols : barman
- 1914 : Charlot aime la patronne de George Nichols : un pensionnaire
- 1914 : Charlot et Fatty dans le ring (The Knockout) de Charles Avery : un spectateur odieux
- 1914 : A Gambling Rube : Perturbateur
- 1914 : Le Roman comique de Charlot et Lolotte (Tillie's Punctured Romance) de Mack Sennett : visiteur de Tillie
- 1919 : Le Joyeux Lord Quex (The Gay Lord Quex) de Harry Beaumont
- 1923 : Truxton King de Jerome Storm

### Comme réalisateur
- 1915 : Oh, Doctor!